# قلعه بژنگرد
بقایای قلعه بژنگرد مربوط به دوره قاجار است و در شهرستان تایباد، بخش باخرز، روستای بژنگرد واقع شده و این اثر در تاریخ ۲۲ مرداد ۱۳۸۴ با شمارهٔ ثبت ۱۳۳۱۵ به‌عنوان یکی از آثار ملی ایران به ثبت رسیده‌است.